# Urecheni
Urecheni é uma comuna romena localizada no distrito de Neamţ, na região de Moldávia. A comuna possui uma área de 30.00 km² e sua população era de 4185 habitantes segundo o censo de 2007.